# Metalectra albifasciata
Metalectra albifasciata là một loài bướm đêm trong họ Erebidae.